# Planolidia arida
Planolidia arida (лат.) — вид цикадок (Cicadellidae) трибы Coelidiini. Единственный представитель рода Planolidia.
Встречается в Центральной Америке (Коста-Рика, Панама). Длина 6-8 мм (самки крупнее). Скутеллюм крупный, его длина больше длины пронотума. Голова крупная (широко округлённая спереди), отчётливо уже пронотума; лоб узкий и короткий. Глаза относительно крупные, полушаровидные; оцеллии мелкие. Клипеус длинный и широкий. Эдеагус длинный, увеличенный в базальной половине. Сходны по габитусу с Omanolidia, отличаясь деталями строения гениталий. Род включают в состав подсемейства Coelidiinae.